# 45 a.C.
O ano 45 a.C. foi o primeiro ano do calendário juliano. Na época, era conhecido como o "Ano do Consulado de César sem Colega" (ou, menos frequentemente, como o ano 708 ab urbe condita). A denominação 45 a.C. para este ano é usada desde o início do período medieval, quando o Anno Domini tornou-se o método predominante usado na Europa para medir os anos. 45 a.C. provavelmente teve início e terminou numa sexta-feira. a sua letra dominical foi C.
| Ano completo                       |
| ---------------------------------- |
| Ano comum com início à sexta-feira |

## Eventos
- 1 de Janeiro — O calendário juliano entra em vigor como o calendário civil do Império Romano, estabelecendo 1 de janeiro como a nova data do novo ano.

- Júlio César, pela quarta vez, é nomeado cônsul sem um colega.
- Em setembro, César renunciou ao consulado e Quinto Fábio Máximo e Caio Trebônio foram eleitos. Fábio Máximo morreu em 31 de dezembro e foi substituído, por algumas horas, por Caio Canínio Rébilo.
- Quinto e último ano da Guerra Civil de César, entre os cesarianos de Júlio César e os pompeianos de Pompeu:
  - Em 17 de março, César vence o último grande exército ainda em revolta na Batalha de Munda. Tito Labieno e Públio Ácio Varo são mortos e decapitados. Os filhos de Pompeu, Cneu e Sexto, conseguiram escapar.
  - Em abril, o general cesariano Lúcio Cesênio Lentão conseguiu derrotar Cneu Pompeu, que morreu lutando na Batalha de Lauro.
  - Na Síria, César ordena o Cerco de Apameia pelos generais Lúcio Estaio Murco e Quinto Márcio Crispo para retomar a cidade do pompeiano Quinto Cecílio Basso. O cerco só terminará com a chegada de Caio Cássio Longino na Síria, em 43 a.C..